# Organización Iberoamericana de Cooperación Intermunicipal
Organización Iberoamericana de Cooperación Municipal, con sus siglas O.I.C.I., es la institución creada durante el I Congreso Panamericano de Municipios , celebrado
en La Habana  durante los días 14 a 18 de noviembre de 1938.
La resolución número 70, adoptada por el Congreso, acordaba la creación de una
asociación hemisférica  de cooperación intermunicipal  permanente que
posteriormente se denominaría “Organización Interamericana de Cooperación
Intermunicipal” (OICI). 
En el I Congreso Extraordinario de Montevideo de 1976, en consideración a la presencia de municipios españoles, brasileños y portugueses como miembros de número de la Organización, se cambió el término Interamericano por el de Iberoamericano. En sentido análogo, se modificó también la denominación Congreso Interamericano por Congreso Iberoamericano desde la edición número 22 de Valladolid, en 1992. 

## Objetivos
Contribuir al desarrollo, fortalecimiento y autonomía de los municipios. Defender la democracia de la esfera local. Promover la incorporación efectiva de las administraciones locales en el proceso de desarrollo de sus respectivos países. Actuar como centro de difusión, estímulo e intercambio de estudios, ideas, experiencias y asistencia técnica. 
Promover el mutuo entendimiento, cooperación y buena vecindad entre los gobiernos municipales de los países miembros. Estimular el establecimiento de institutos nacionales e internacionales de administración municipal y de enseñanza de las técnicas de gobierno y de administración en dicha materia. Fomentar la participación e interpretación más directa de la comunidad en los asuntos de la vida local, promoviendo la mayor democratización en la organización y funcionamiento de las Administraciones locales.
Prestar asistencia técnica en materia municipal a los miembros de la Organización. Promover la organización de Asociaciones Nacionales de Municipios y Asociaciones Técnicas en el área municipal en los países miembros. Celebrar periódicamente congresos, conferencias y seminarios nacionales e internacionales sobre temas municipales. Promover los mecanismos correspondientes para que todos los países latinoamericanos formen parte de la OICI.